# 中間郵便局
中間郵便局（なかまゆうびんきょく）
- 福岡県中間市にある郵便局。本記事にて記述する。

中間簡易郵便局（なかまかんいゆうびんきょく）
- 兵庫県養父市にある簡易郵便局。局番号は43866。

中間郵便局（なかまゆうびんきょく）は福岡県中間市にある郵便局。民営化前の分類では集配普通郵便局であった（現在は集配機能を廃止）。

## 概要
住所：〒809-0034 福岡県中間市中間1-7-1

## 沿革
- 1902年（明治35年）11月16日 - 中間郵便受取所として開設[1]。
- 1905年（明治38年）4月1日 - 中間郵便局（三等）となる。
- 1949年（昭和24年）3月1日 - 特定郵便局から普通郵便局に局種別改定[2]。
- 1949年（昭和24年）7月 - 局舎新築落成。
- 1963年（昭和38年）3月1日 - 電話通話および和文電報受付事務を開始[3]。
- 1980年（昭和55年）10月 - 局舎新築。
- 1999年（平成11年） - 外国通貨の両替および旅行小切手の売買に関する業務取扱を開始。
- 2007年（平成19年）10月1日 - 民営化に伴い、併設された郵便事業中間支店に一部業務を移管。
- 2012年（平成24年）10月1日 - 日本郵便株式会社発足に伴い、郵便事業中間支店を中間郵便局に統合。
- 2016年（平成28年）2月22日 - 集配業務を八幡南郵便局に移管し、無集配局となる[4]。郵便番号も〒809-8799から〒809-0034に変更。

## 取扱内容
- 郵便、印紙、ゆうパック、内容証明
- 貯金、為替、振替、振込、国際送金、国債、投資信託
- 生命保険、バイク自賠責保険、自動車保険
- ゆうちょ銀行ATM

## 周辺
- 中間市役所
- 中間市消防署
- ショッパーズモールなかま
- 遠賀川

## アクセス
- 筑豊電気鉄道線 筑豊中間駅から北西へ約900m（徒歩約10分）、JR筑豊本線（福北ゆたか線） 中間駅から南へ約1.1km（徒歩約13分）
- 西鉄バス 仲町一丁目停留所下車
- 北九州高速4号線 小嶺出入口から西へ約4.5km
- 駐車場あり：34台